# Étienne Raoul
Étienne Fiacre Louis Raoul, född 23 juli 1815 i Brest, död 30 mars 1852 i Brest, var en fransk skeppsläkare och botaniker.
Auktorsnamnet Raoul kan användas för Étienne Raoul i samband med ett vetenskapligt namn inom botaniken; se Wikipediaartiklar som länkar till auktorsnamnet.